# Alnus glutinosa
Alnus glutinosa, el aliso común o alno; también llamado, aliso negro, alisa o aliso, es un árbol de la familia de las betuláceas extendido por Europa y el suroeste de Asia. Su hábitat natural son los lugares húmedos y bosques de ribera. Habita por ejemplo en gran parte de la península ibérica.

## Descripción

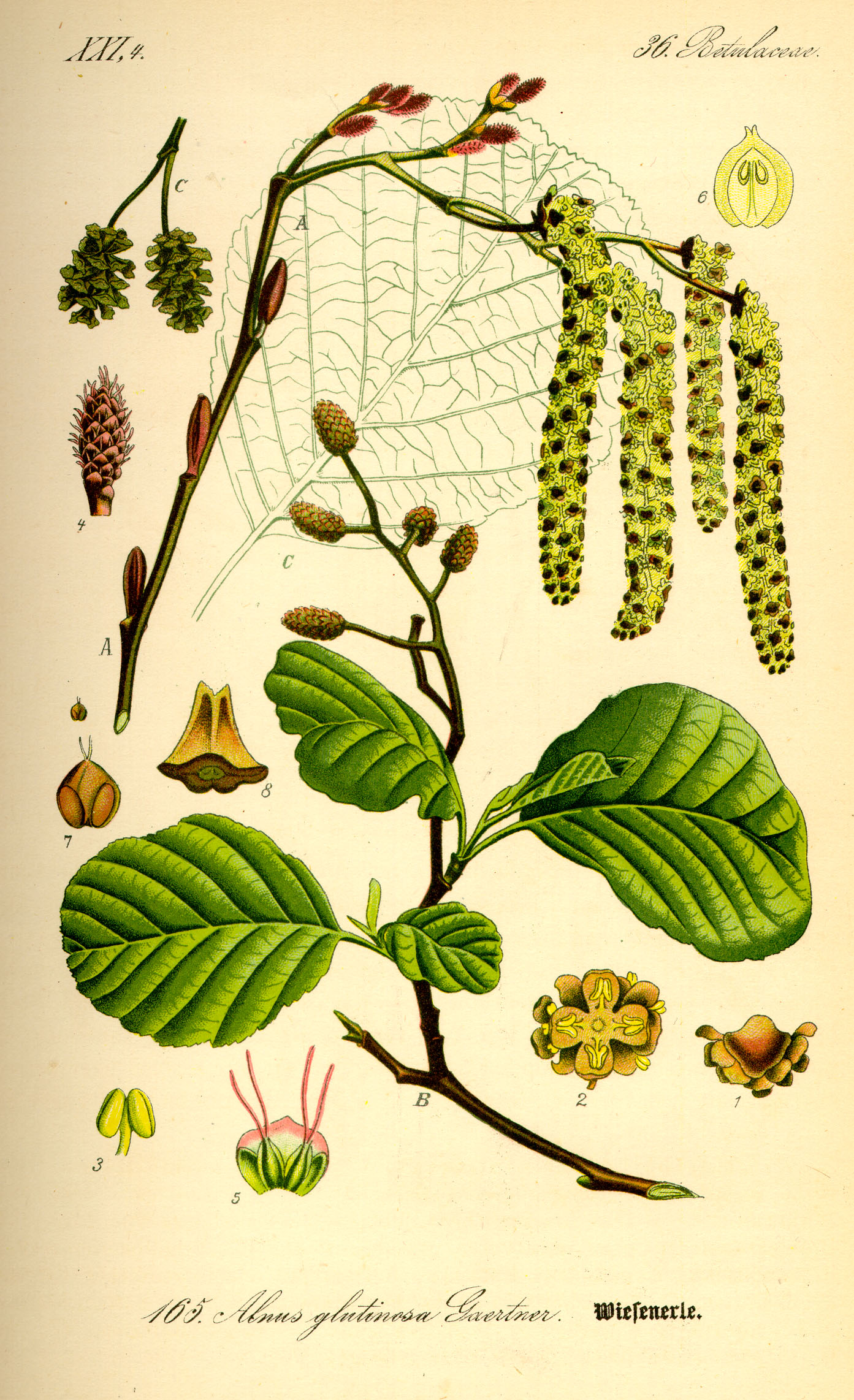
Ilustración de las hojas y semillas.

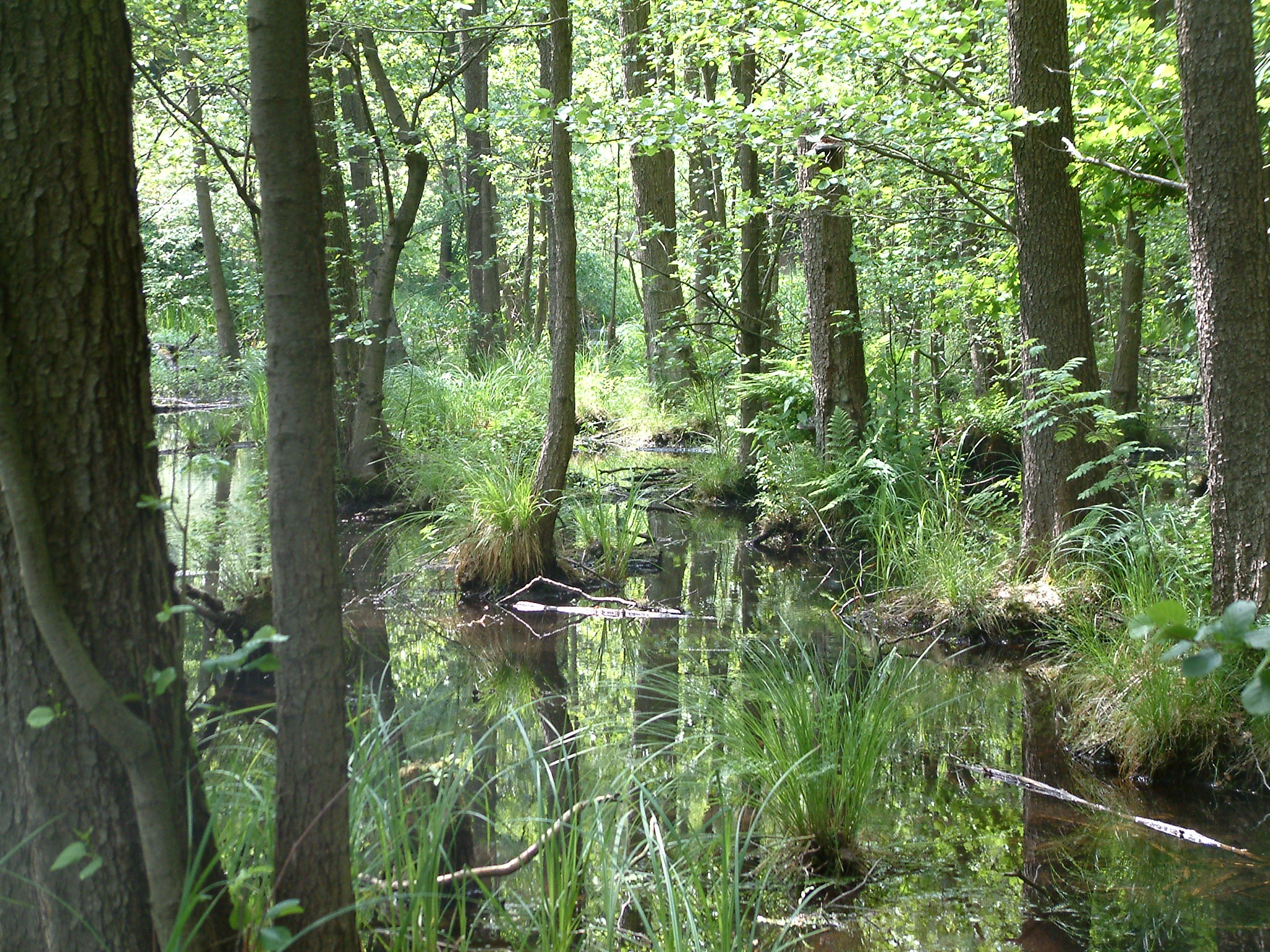
Los bosques de alisos son muy húmedos

Árbol de media altura (20-30 m), caducifolio. Se caracteriza por sus hojas de 6 a 12 cm de largo con peciolos cortos (5-10 cm), de color verde oscuro, o fuerte por el haz y algo más claro por el envés, limbo redondeado y con extremidad truncada. Una originalidad es que permanecen verdes hasta su caída. Con cinco a ocho pares de nervios paralelos. Haces de pelos blanquecinos o rojizos en las axilas en el envés. Cuando brotan en primavera, resultan algo pelosas y muy pronto lampiñas.
Las hojas jóvenes y los brotes son muy pegajosos, con características glándulas resinosas. El árbol con frecuencia permanece verde hasta el inicio del invierno. Yemas estrechas y ovoides, clara y gruesamente pedunculadas en forma de maza con el extremo redondeado, de color pardo rojizo o violáceo, con frecuencia punteadas muy finamente de blanco por secreciones céreas, las terminales mayores que las laterales. Inserción espiralada en el ramillo. Se encuentran cubiertas por tres escamas, de las que sólo dos son visibles. 
La floración se produce antes de aparecer las hojas. Los amentos masculinos, de 5 a 10 cm, son delgados, cilíndricos y pendulares, de coloración rojiza. Los femeninos son más pequeños (2 cm) y de color marrón oscuro a negro, duros y algo leñosos, guardando cierta similitud con los conos de las coníferas. Cuando las pequeñas semillas aladas son liberadas, los conos permanecen en el árbol, a menudo durante todo el invierno.
El aliso se propaga fácilmente por semillas, aunque emite abundantes chupones de la raíz. Raíces muy extendidas en superficie. Pronto pierde la raíz principal y desarrolla numerosas raíces secundarias oblicuas y otras terciarias verticales de anclaje fuerte, más profundas, lo que le permite resistir avenidas y riadas. En condiciones de inundación continuada produce raíces adventicias tiernas y ramificadas en el tronco. En las raíces someras posee nódulos (de 2 a 12 cm de diámetro) fijadores de nitrógeno atmosférico, asociado a la bacteria Actinomyces alni. El aliso necesita tener sus raíces permanentemente embebidas en agua. Tolera encharcamiento periódico siempre que haya renovación de agua corriente. Es por esta razón que los bosques de alisos, las alisedas, sean la comunidad vegetal potencial de las riberas de los ríos hasta una altitud de unos 500 o 600 m.

## Distribución y hábitat
El aliso común es nativo de casi toda Europa continental (a excepción del extremo norte), así como del Reino Unido e Irlanda. En Asia su rango incluye Turquía, norte de Irán y Kazajistán, y en África se encuentra en Túnez, Argelia y Marruecos. Se encuentra naturalizado en las Islas Azores. Se ha introducido, ya sea por accidente o por intención, en Canadá, Estados Unidos, Ecuador, Perú, Chile, Sudáfrica, Australia y Nueva Zelanda. Su hábitat natural se encuentra en un suelo húmedo cerca de ríos, estanques y lagos, pero también puede crecer en lugares más secos y, a veces, aparece en bosques mixtos y en los bordes de los bosques. Tolera una variedad de tipos de suelo y crece mejor a un pH de entre 5,5 y 7,2. Debido a su asociación con la bacteria fijadora de nitrógeno Frankia alni, puede crecer en suelos pobres en nutrientes donde prosperan pocas especies de árboles.

## Uso
La madera es bastante clara, pero al cortarla se vuelve color rojo-anaranjado y por eso en muchos países de Europa creían que este árbol estaba embrujado. La madera es muy resistente en el agua y por eso nuestros antepasados la utilizaban para realizar palafitos. Los cimientos de los edificios de Venecia son de esta madera.

### Propiedades medicinales
- Su corteza contiene tanino, utilizado para rebajar los niveles de colesterol.[cita requerida]
- La decocción de su corteza se utiliza haciendo gargarismos contra las anginas y las faringitis.[cita requerida]

## Aspectos culturales
En la mitología nórdica, el aliso es un símbolo de la resurrección, probablemente porque la madera pasa del blanco al rojo cuando es cortada, recordando a la sangre humana. Los primeros humanos de la mitología nórdica fueron creados a partir de fresnos y alisos. En Irlanda, la reverencia que se sentía respecto al aliso era tan profunda que cortar uno era una ofensa criminal. En otros lugares, como Terranova, se le atribuían aplicaciones medicinales para el tratamiento de las quemaduras, el reumatismo y el dolor. En Finlandia utilizan pequeñas astillas de su madera para ahumar el pescado.

## Taxonomía
Alnus glutinosa fue descrita por (L.) Gaertn. y publicado en De Fructibus et Seminibus Plantarum. . . . 2: 54. 1790.
Etimología
Alnus: nombre genérico del latín clásico para este género.
glutinosa: epíteto latíno que significa "muy pegajosa"
Subespecies
- Alnus glutinosa glutinosa. Europa.
- Alnus glutinosa barbata. Norte Anatolia (Rize, Trebisonda, Artvin)
- Alnus glutinosa antitaurica. Sur Anatolia, raro.
- Alnus glutinosa betuloides. Este Anatolia.[7]

Sinonimia
- Alnus glutinosa var. denticulata (C.A.Mey.) Ledeb.[8]
- Alnus vulgaris Druce
- Betula alnus var. glutinosa L.
- Betula glutinosa (L.) L.

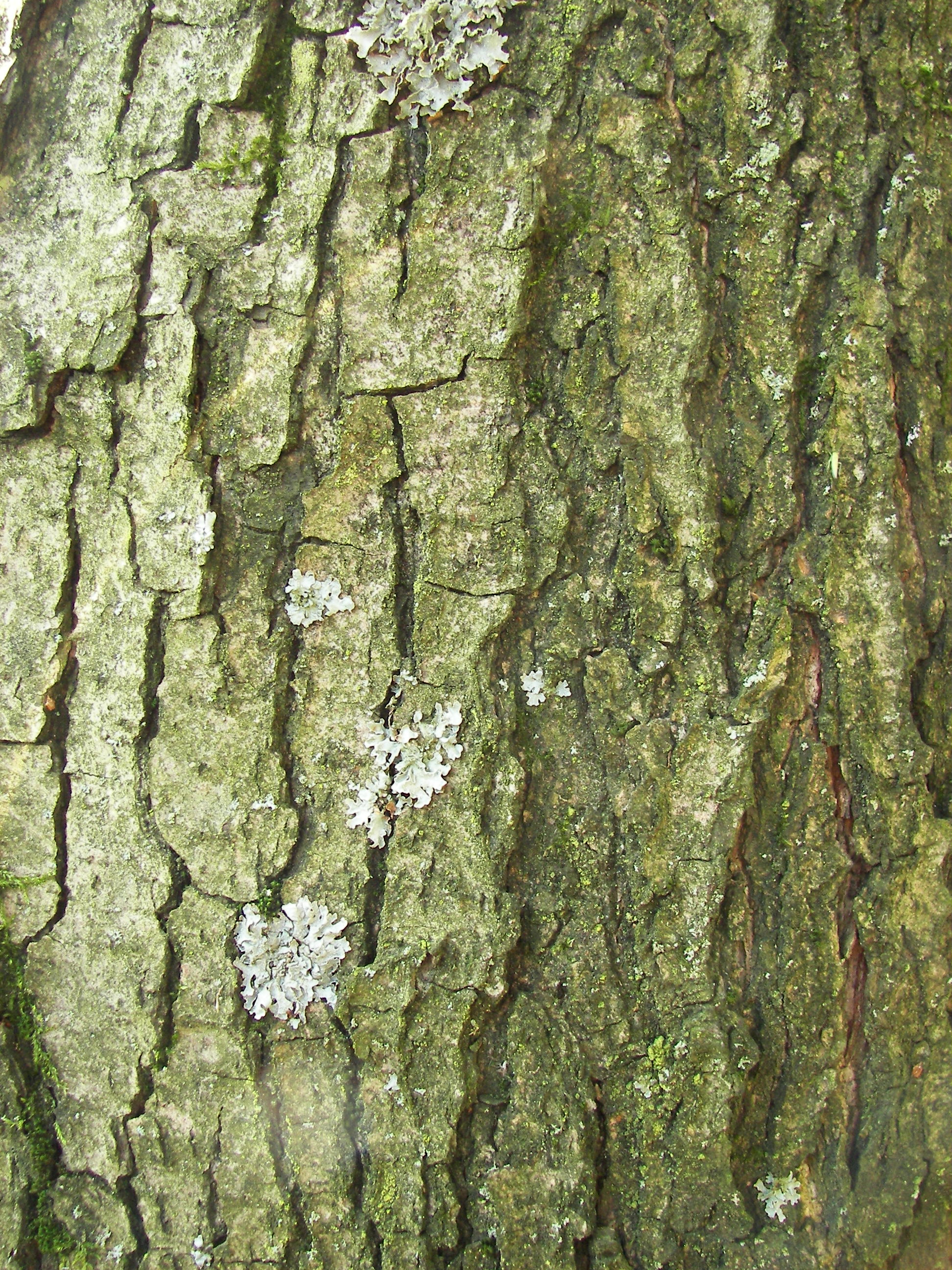
Corteza de ejemplar adulto.
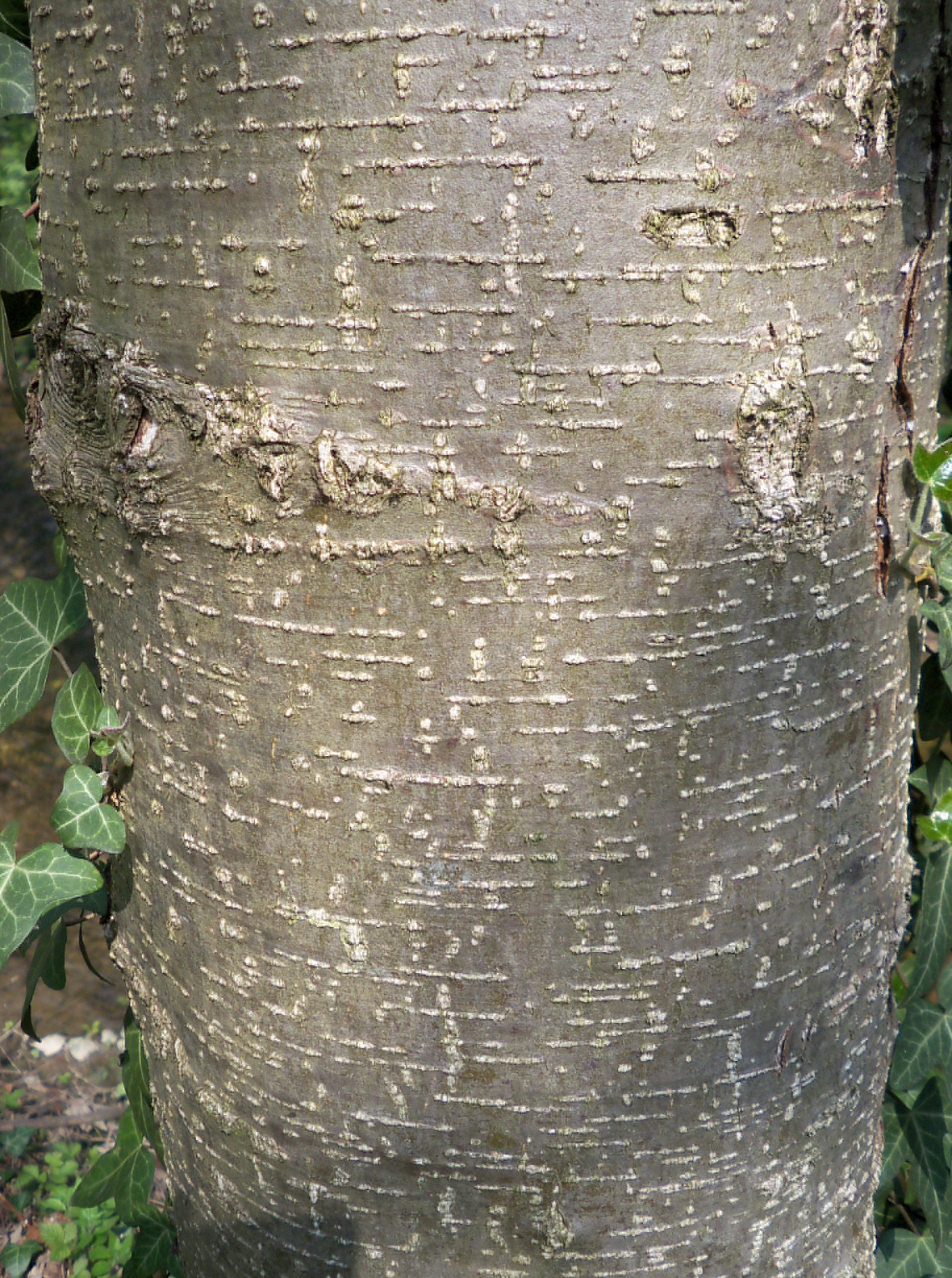
Corteza juvenil.
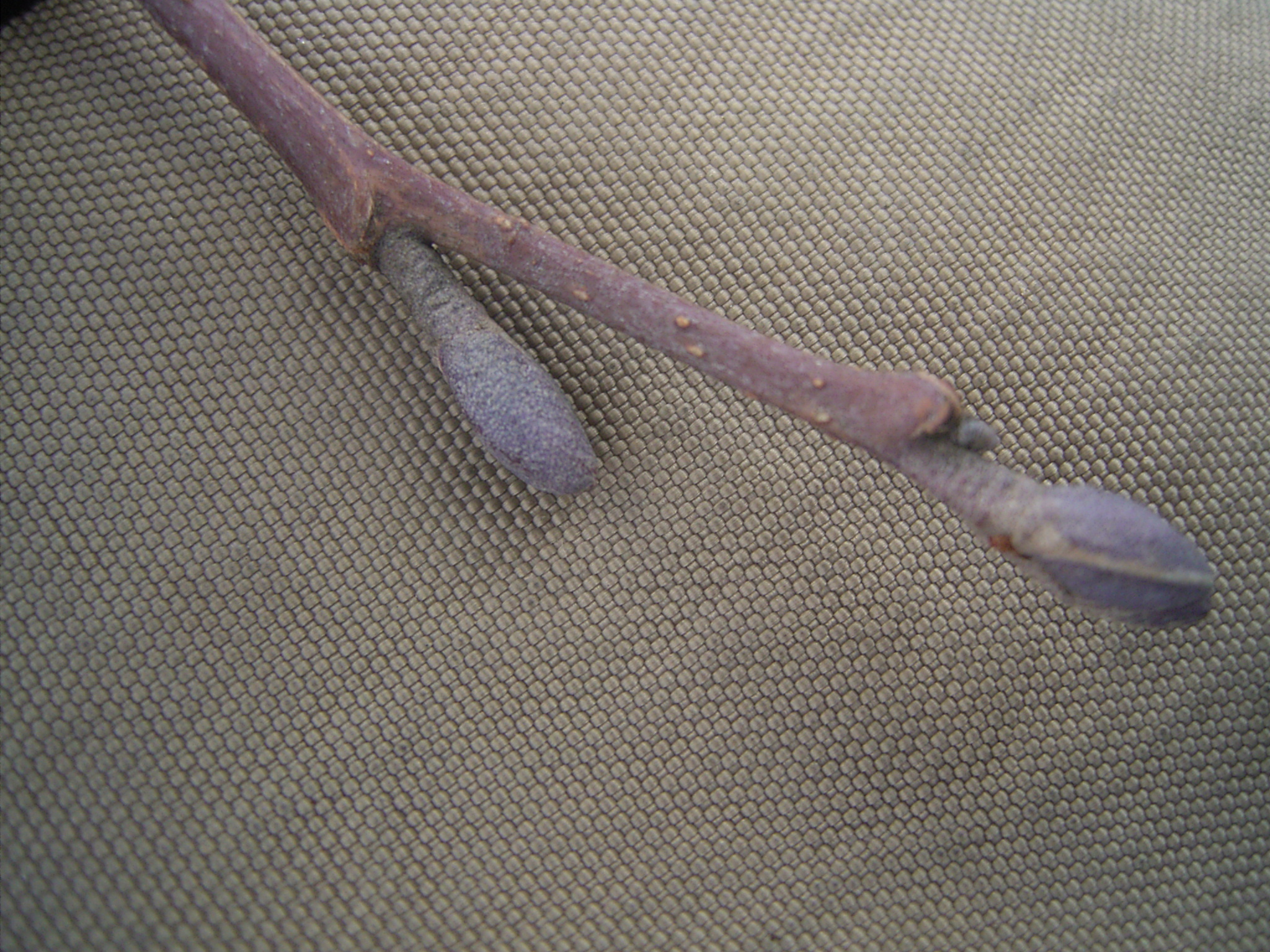
Yemas de color violáceo, pedunculadas.
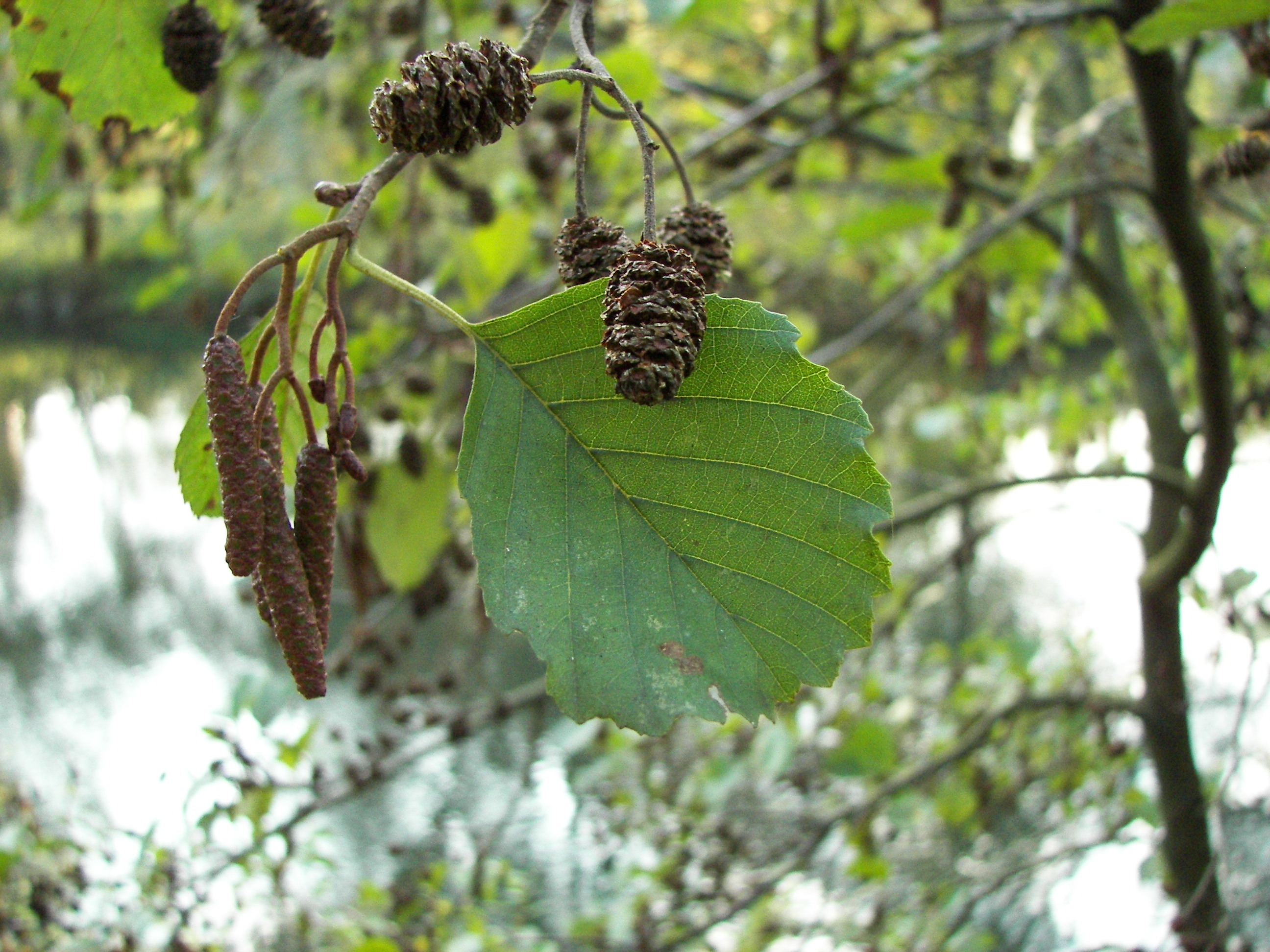
Hojas, conos (arriba), amentos masculinos (los largos, a izquierda) y amentos femeninos (muy pequeños, en el centro) al final del verano.
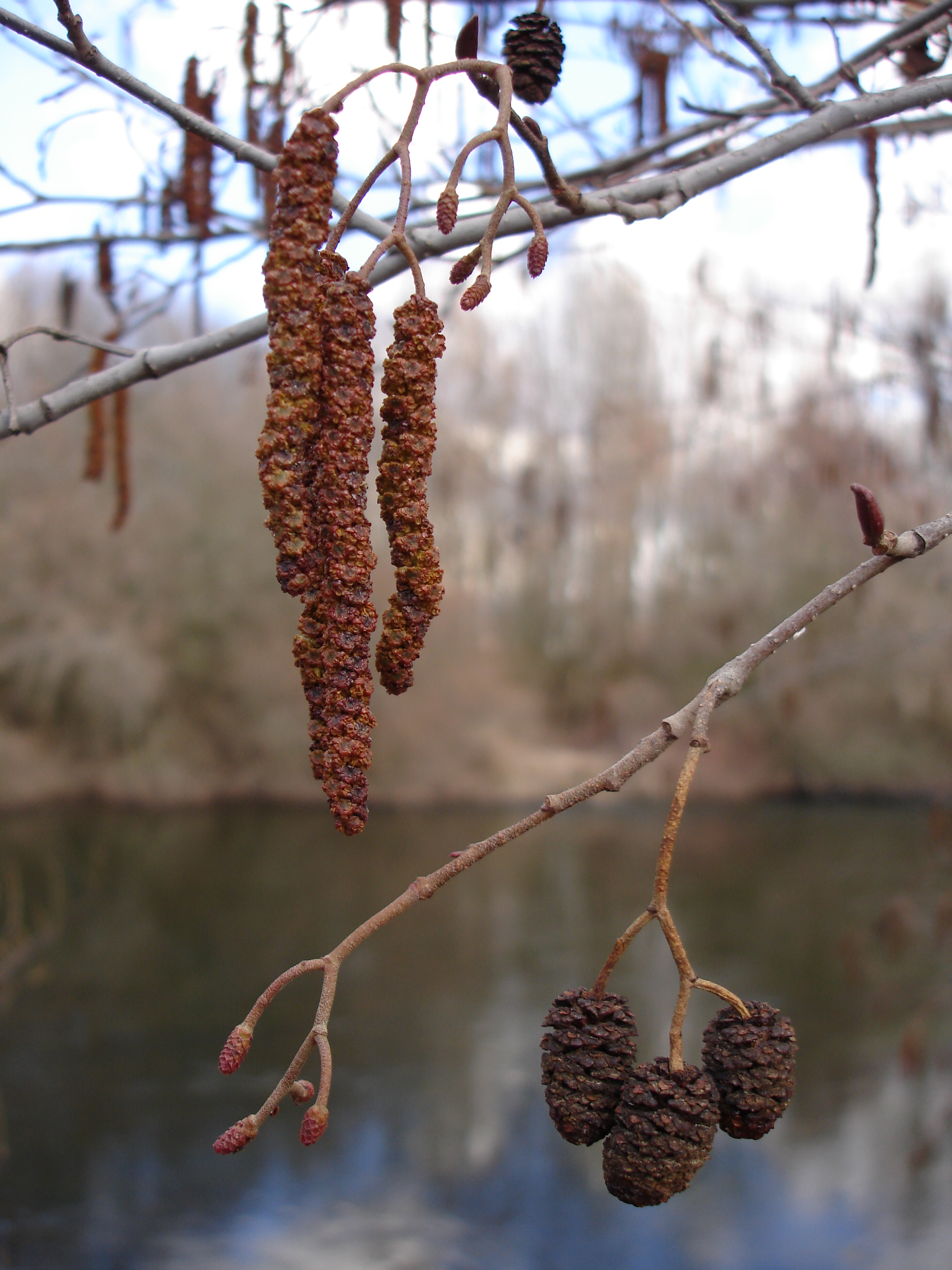
Amentos femeninos (izquierda abajo), amentos masculinos (centro) y conos de aliso (derecha) al final del invierno.
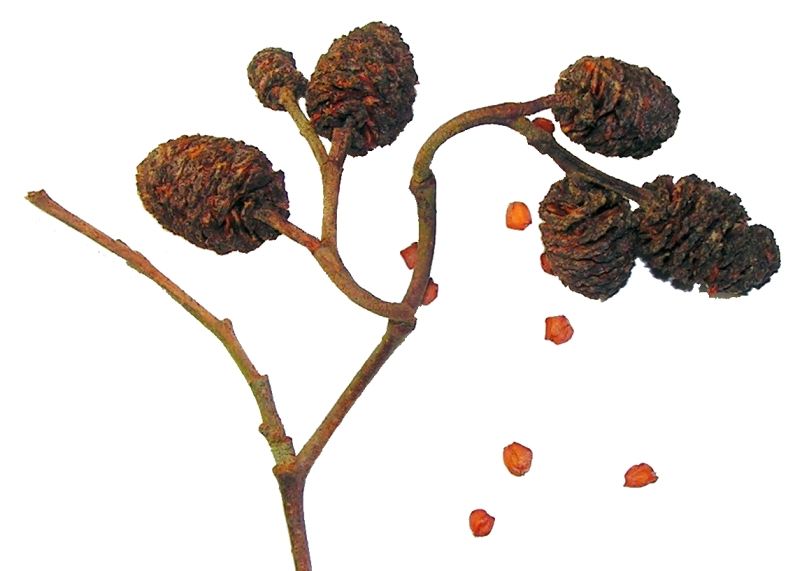
Frutos y semillas.

## Nombre común
Aleso, alisa, alisio, aliso, aliso común, aliso negro, almiero, alno, alyso, aumero/a, avellano moral, bernazo, chopo mulato, chopo rizado, chopo verde, homeiro, homero, humeiro, humero, leña floja, omero, panblando, pantierno, umero, vinagrera.